# Calliaspis cyaneomicans
Calliaspis cyaneomicans es un coleóptero de la familia Chrysomelidae.
Fue descrita científicamente por primera vez en 1953 por Spaeth.